# Pierre H. Vincent
Pour les articles homonymes, voir Pierre Vincent et Vincent.
Pierre H. Vincent (né le 2 avril 1955) est un avocat, fiscaliste et homme politique fédéral du Québec.

## Biographie
Né à Trois-Rivières dans la région de la Mauricie, il devient député du Parti progressiste-conservateur du Canada dans la circonscription fédérale de Trois-Rivières en 1984. Réélu en 1988, il fut défait en 1993.
Durant son passage à la Chambre des communes, il fut secrétaire parlementaire du ministre du Revenu national de 1984 à 1985, du ministre des Finances de 1985 à 1993 et du vice-premier ministre de 1991 à 1993.
En janvier 1993, le premier ministre Brian Mulroney le nomma ministre d'État affecté aux Affaires indiennes et du Nord canadien ainsi que ministre de la Consommation et Affaires commerciales. Lorsque Kim Campbell succéda à Mulroney en juin 1993, il devint ministre de l'Environnement. Il demeura en poste jusqu'aux élections de 1993.
Lors des élections de 2008, il dirigea avec Suzanne Fortin-Duplessis, l'une de ses anciennes collègues, la campagne du Parti conservateur du Canada au Québec.